# Большеухая лисица
Большеу́хая лиси́ца (лат. Otocyon megalotis) — хищное млекопитающее семейства псовых, единственный вид рода. Научное название этого животного переводится с греческого как «ушастая собака большеухая».

## Внешний вид
Большеухая лисица похожа на обыкновенную лису, но мельче и с непропорционально большими ушами. Длина её тела 46—66 см, высота в холке до 40 см. Длина хвоста 24—34 см. Весит она 3—5,3 кг. Морда короткая, острая. Уши, как и у многих пустынных животных, очень большие — до 13 см в высоту, широкие в основании, остроконечные. Передние лапы с пятью пальцами, задние с четырьмя.
Волосяной покров средней высоты, обычно серовато-жёлтого цвета c бурыми, серебристо-серыми и жёлтыми вкраплениями. Горло и брюхо светлее. Концы лап и ушей чёрные, на хвосте чёрная полоса, на морде — «маска», как у енота.
Отличительной чертой этого вида является зубная система, насчитывающая 48 зубов, в том числе 4 предкоренных и 4 коренных в каждой половине челюсти. Это максимальное количество зубов для наземных плацентарных млекопитающих. Зубы у этой лисицы небольшие, прикус слабый, что объясняется особенностями её диеты.

## Распространение
Большеухая лисица встречается в двух районах Африки: от Эфиопии и южного Судана до Танзании, и от южной Замбии и Анголы до ЮАР. Такое распространение связано с местообитанием её основной пищи — травоядных термитов вида Hodotermes mossambicus.

## Образ жизни и питание
Населяет аридные земли — сухие саванны и полупустыни, иногда вблизи от человеческого жилья. Активна преимущественно ночью; в Южной Африке большеухие лисицы зимой ведут дневной образ жизни, а летом — ночной. Днём она прячется в норах, зарослях кустарника или в разрытых трубкозубом термитниках. Убежищ на семейном участке, как правило, несколько.
Большеухие лисицы моногамны и живут парами или триадами (самец и две самки) вместе с выводком. Редко встречаются небольшие семейные группы. Охотятся поодиночке; только в местах, изобильных кормом, можно встретить сразу несколько ушастых лисиц, охотящихся на расстоянии нескольких метров друг от друга. Величина семейного участка зависит от изобилия пищи и варьируется от 0,25 до 1,5 км²; его границы часто не метятся. В некоторых районах Южной Африки плотность популяции большеухих лисиц достигает 28 особей на км².
Рацион большеухой лисицы составляют преимущественно насекомые и их личинки: 50 % — термиты (в основном, вида Hodotermes mossambicus), остальное — жуки и саранча; менее 10 % приходится на ящериц, мелких грызунов, птичьи яйца. Изредка поедает растительную пищу. На домашних животных не нападает. Влагу получает из жидкости, содержащейся в кормах. Большеухие лисицы обычно держатся неподалёку от стад крупных копытных (зебр, гну), поскольку в их помёт откладывают яйца жуки-навозники, или следуют за стаями саранчи. Во время охоты они полагаются, в основном, на свой острый слух. При опасности в большинстве случаев спасаются бегством.

## Размножение
Большеухие лисицы обычно моногамны, изредка образуют триады — один самец и две самки. Размножаются один раз в год. Течка у самки продолжается всего один день, за это время партнёры спариваются до 10 раз.
Беременность длится 60—70 дней. Щенки (2—6), покрытые серым мехом, чаще всего рождаются с декабря по апрель, на которые приходится пик численности насекомых. Самка щенится в старом логове, которое используется на протяжении нескольких лет, или роет новую нору. Среди щенков высокая смертность, поскольку у самки всего 4 соска, и она убивает слабых детёнышей. В семейных группах щенков кормят все лактирующие самки. Самец помогает выращивать щенков и охраняет нору, пока мать ходит на охоту.
Глаза у щенков открываются на 9 день, логово они покидают на 17 день. Молоком кормятся до 15 недель, после чего начинают охотиться вместе со взрослыми. В 5—6-месячном возрасте щенки уже самостоятельны и в брачный сезон обычно покидают родителей; некоторые молодые самки остаются жить с семейной группой.
Продолжительность жизни большеухой лисицы (в неволе) — до 13 лет и 9 месяцев.

## Статус популяции
Большеухая лисица довольно многочисленна, наблюдается даже расширение её прежнего ареала на Мозамбик, Зимбабве и Ботсвану. Возделывание земель принесло ей пользу, потому что на освоенных землях и выпасах скота поселяются насекомые, которыми эти лисицы питаются. Основными угрозами численности ушастых лисиц являются охота (её мясо съедобно и мех используется местными жителями) и эпизоотии болезней, в частности бешенства.